# Stoliczkia
Stoliczkia is een geslacht van slangen uit de familie knobbelslangachtigen (Xenodermidae).

## Naam en indeling
De wetenschappelijke naam van de groep werd voor het eerst voorgesteld door Thomas Caverhill Jerdon in 1870. Er zijn twee soorten, de geslachtsnaam Stoliczkia is een eerbetoon aan de Tsjechische zoöloog en geoloog Ferdinand Stoliczka (1838 - 1874).

## Uiterlijke kenmerken
Het lichaam is langwerpig en enigszins afgeplat, de staart is relatief lang. De kop is duidelijk te onderscheiden van het lichaam door de aanwezigheid van een duidelijke insnoering. De ogen zijn relatief klein en kraalachtig en hebben een ronde pupil.

## Verspreiding en habitat
De slangen komen voor in delen van Azië en leven in de landen Maleisië, India en Indonesië.

## Soorten
Het geslacht omvat de volgende soorten, met de auteur en het verspreidingsgebied.
| Naam                  | Auteur          | Verspreidingsgebied |
| --------------------- | --------------- | ------------------- |
| Stoliczkia borneensis | Boulenger, 1899 | Maleisië, Indonesië |
| Stoliczkia khasiensis | Jerdon, 1870    | India               |